# 徐世休
徐世休（?—?），巴东郡鱼复县（今重庆市奉节县东白帝城）人，南朝梁、南朝陈政治人物，徐世谱的从弟。
在梁朝时，徐世休即随徐世谱征讨，有战功，官至员外散骑常侍、安远将军，封枳县侯，食邑八百户。光大二年（568年），随都督淳于量征讨华皎，去世后。谥号壮，赠通直散骑常侍。

## 延伸阅读
[在维基数据编辑]
 《陳書·卷13》，出自姚思廉《陳書》